# Блинков, Георгий Николаевич
Георгий Николаевич Блинков (1897—1984) — доктор биологических наук, профессор.

## Биография
Родился 6 мая 1897 году в деревне Голочевка Климовичского уезда Могилёвской губернии (ныне Могилевская область, Костюковичский район) в крестьянской семье. В 1908 году семья Блинковых переселяется в Сибирь (Красноярский край). В 1928—1931 годах учился заочно на отделении естествоведов Сибирского отделения Института повышения квалификации кадров народного образования. В 1932 году поступил в аспирантуру Томского государственного университета по специальности «физиология и биохимия растений». В 1935 году командирован в Ленинград во Всероссийский институт сельскохозяйственной микробиологии, где выполнил диссертационную работу, защита которой состоялась в 1936 году.
С 1936 году на педагогической работе в Томском государственном педагогическом институте. С 1939 по 1982 год заведующий кафедрой ботаники ТГПИ. В 1938—1939 годах и в 1941—1947 годах декан биолого-химического факультета ТГПИ.
Г. Н. Блинков — автор около 100 научных работ, в том числе монографии «Азотобактер и его значение для высших растений» (1959).